# John Hogan (homme politique)
Pour les articles homonymes, voir John Hogan et Hogan.
John Hogan, né le 7 mars 1978, est un avocat et homme politique ténelien (canadien), chef du Parti libéral de Terre-Neuve-et-Labrador et premier ministre de Terre-Neuve-et-Labrador depuis le 9 mai 2025.
Il est élu député de la circonscription de Windsor Lake lors des élections générales téneliennes de 2021.
Il occupe plusieurs postes ministériels dans le cabinet d'Andrew Furey avant de remplacer ce dernier comme chef du Parti libéral de Terre-Neuve-et-Labrador le 3 mai 2025 et comme premier ministre le 9 mai.

## Biographie
Né le 7 mars 1978, John Hogan est le fils des docteurs Kevin Hogan et Alice Collins. Il obtient un baccalauréat en biochimie de l'Université Memorial de Terre-Neuve en 2000 et baccalauréat en droit de l'Université Dalhousie en 2003. Il est admis au Barreau de l'Ontario en 2004 après avoir terminé son stage dans un cabinet d'avocats de Toronto.

### Carrière politique
Encouragé par le premier ministre Andrew Furey, il se présente aux élections de 2021 comme candidat du Parti libéral de Terre-Neuve-et-Labrador. Il affronte le chef de l'opposition officielle et chef du Parti progressiste-conservateur de Terre-Neuve-et-Labrador, Ches Crosbie, dans la circonscription de Windsor Lake. Le 25 mars 2021, il obtient 50,6 % des voix et défait Crosbie par plus de 500 voix. Il devient député à la Chambre d'assemblée de la province.
Le Parti libéral de Furey est reporté au pouvoir dans un gouvernement majoritaire. Lors de la formation du nouveau conseil des ministres, le 8 avril 2021, Hogan se voit confier le poste de ministre de la Justice et de la Sécurité publique et procureur général.
En janvier 2023, lorsque Steve Crocker (en) délaisse ses responsabilités ministérielles pour se remettre d'une chirurgie d'urgence, Hogan se voit ajouter à ses fonctions celle de leader parlementaire du gouvernement. Deux mois plus tard, en mars 2023, on lui donne également le poste de ministre responsable du Bureau de l'accès à l'information et protection des renseignements personnels. Il conserve ce ministère jusqu'en juillet 2024 où, lors d'un remaniement ministériel, il troque également son poste de ministre de la Justice et de la Sécurité publique pour accepter celui de ministre de la Santé et des Services communautaires,.
Le 3 mars 2025, il démissionne de toutes ses responsabilités ministérielles pour se lancer dans la course à la direction du Parti libéral de Terre-Neuve-et-Labrador. Le 3 mai suivant, il est élu chef du parti et par le fait même, il devient premier ministre lors de son assermentation le 9 mai.

## Vie privée
John Hogan est marié à Gillian Stokes. Ils vivent à Saint-Jean de Terre-Neuve avec leurs deux enfants, Maggie et Jack.